# Estação Antártica da Grande Muralha

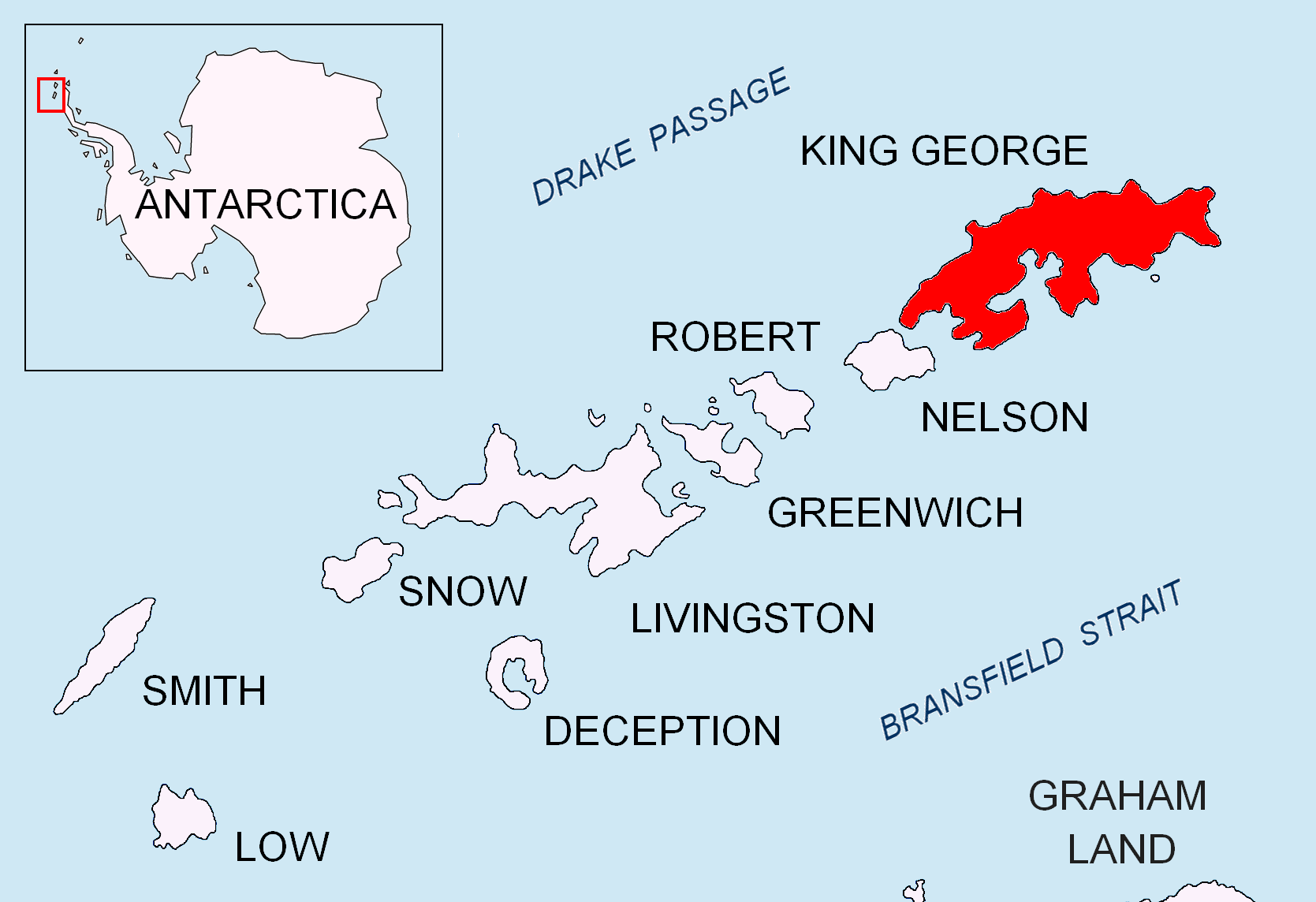
Localização da Ilha do Rei George na Ilhas Shetland do Sul.

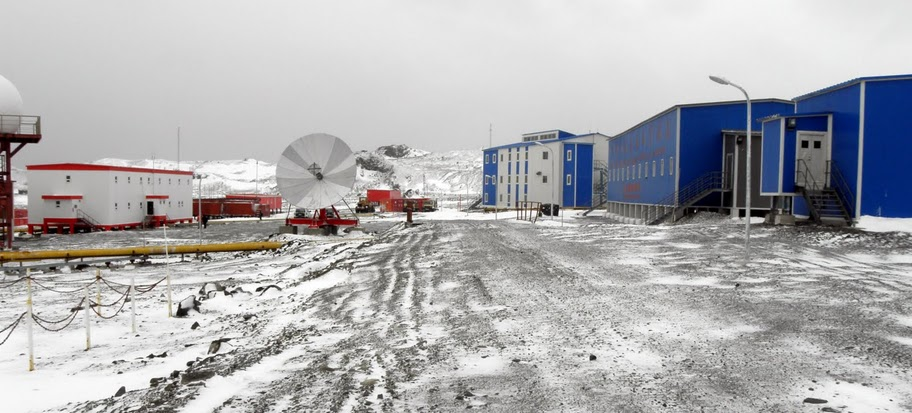
Estação da Grande Muralha.

A Estação da Grande Muralha (chinês tradicional: 長城站, chinês simplificado: 长城站, pinyin: Chángchéng Zhàn) é a primeira estação de pesquisa chinesa na Antártica.
Está localizada na Ilha do Rei George, 2,5 Km da Estação Frei Montalva chilena, e a 960 Km do Cabo Horn.
A estação tem estado sobre uma rocha livre de gelo, cerca de 10 metros acima do nível do mar. No verão, suporta até 40 pessoas; no inverno, a população máxima é de 14 indivíduos.
Foi aberta em 20 de fevereiro de 1985.